# Быстров, Сергей Иванович
Сергей Иванович Быстров (17 ноября 1959 — 17 июля 2023) — советский и украинский шахтёр, Герой Украины (2007).

## Биография
Родился 17 ноября 1959 года в городе Свердловске Луганской области.
Учился в Свердловской школе № 3, в Луганском СПТУ № 1, служил в рядах Советской Армии.
Трудовой путь начал сразу после армии в 1980 году на Свердловском ремонтно-механическом заводе. В этом же поступил на шахту «Ленинская» горнорабочим очистного забоя. В 1985 году — переведен на шахту «Должанская-Капитальная» в качестве ГРОЗ.
С 1997 года — бригадир горнорабочих очистного забоя шахты «Должанская-Капитальная» государственного предприятия «Свердловантрацит», Луганская область.
Избирался депутатом Свердловского городского совета.
Скончался 17 июля 2023 года.

### Семья
- Отец — Иван Дмитриевич, работал на шахте «Ленинская» горнорабочим очистного забоя, умер в 2002 году.
- Мать — Валентина Ивановна работала в Свердловском ОРСе товароведом.
- Жена — Галина Васильевна, домохозяйка.
- Дети — сыновья Александр и Иван.

## Награды и заслуги
- Звание Герой Украины (с вручением ордена Державы), 23 августа 2007 года — за выдающиеся личные заслуги перед Украинским государством в развитии топливно-энергетического комплекса, весомые трудовые свершения, многолетний самоотверженный труд в угольной промышленности.[2]
- Полный кавалер знака «Шахтёрская слава» трех степеней и знака «Шахтёрская доблесть» II и III степени.
- Награждён орденом «За заслуги» II и III степеней.
- Является почетным шахтёром ГП «Свердловантрацит».